# ماکوردی
ماکوردی (به لاتین: Makurdi) یک شهر در نیجریه است که در ایالت بنوئه واقع شده‌است.